# Offranville
Offranville là một xã thuộc tỉnh Seine-Maritime trong vùng Normandie miền bắc nước Pháp.

### Huy hiệu
| Arms of Offranville | Huy hiệu của Offranville gồm 4 góc: Góc phần tư thứ nhất: nền vàng, một đường chữ thập đỏ chia góc 16 con chim alerion màu thanh thiên; góc phần tư thứ hai: sọc ngang trắng đỏ, có con sư tử màu xám đội vương miện vàng; góc phần tư thứ ba, từ trên xuống gồm màu thanh thiên, nền vàng với cổng vòm màu thanh thiên, nền trắng bạc với ba con vịt xám có mỏ và thẳng hàng; góc phần tư thứ tư, nền đỏ với hai cây gậy để chéo nhau, chia bốn phần với ba ngôi sao vàng ở bên dưới và trăng khuyết bạc ở trên. |

## Dân số
| 1962                                 | 1968 | 1975 | 1982 | 1990 | 1999 | 2006 |
| ------------------------------------ | ---- | ---- | ---- | ---- | ---- | ---- |
| 2049                                 | 2040 | 2236 | 2930 | 3059 | 3471 | 3643 |
| Từ năm 1962: Dân số không tính trùng |      |      |      |      |      |      |